# South Swindon
Circonscription parlementaire de la Chambre des communes
La circonscription de South Swindon  est une circonscription située dans le Wiltshire, et représentée à la Chambre des communes du Parlement britannique depuis 2024 par Heidi Alexander du Parti travailliste.

## Géographie
La circonscription comprend :
- la ville de Swindon.

## Députés
Les Members of Parliament (MPs) de la circonscription sont :
| Législature                               | Années        | Député         | Député          | Parti        |
| ----------------------------------------- | ------------- | -------------- | --------------- | ------------ |
| South Swindon issue de Swindon et Devizes |               |                |                 |              |
| 52e                                       | 1997–2001     |                | Julia Drown     | Travailliste |
| 53e                                       | 2001–2005     |                | Julia Drown     | Travailliste |
| 54e                                       | 2005–2010     | Anne Snelgrove |                 | Travailliste |
| 55e                                       | 2010–2015     |                | Robert Buckland | Conservateur |
| 56e                                       | 2015–2017     |                | Robert Buckland | Conservateur |
| 57e                                       | 2017–2019     |                | Robert Buckland | Conservateur |
| 58e                                       | 2019–2024     |                | Robert Buckland | Conservateur |
| 59e                                       | 2024–en cours |                | Heidi Alexander | Travailliste |